# Yuaycell Wright
Yuaycell Shamir Wright Parks (San José, 22 de junio de 1992) es un futbolista costarricense que jugó en  Limón Black Star de la Segunda División de Costa Rica.

## Clubes
| Club                              | País       | Año         |
| --------------------------------- | ---------- | ----------- |
| Uruguay de Coronado               | Costa Rica | 2012 - 2014 |
| Limón FC                          | Costa Rica | 2015 - 2017 |
| L.D. Alajuelense                  | Costa Rica | 2017 - 2018 |
| Limón FC                          | Costa Rica | 2019 - 2022 |
| Asociación Deportiva Guanacasteca | Costa Rica | 2022 - 2023 |
| Limón Black Star                  | Costa Rica | 2024        |